# Burnupena papyracea
Burnupena papyracea is een soort uit de klasse van Gastropoda (Slakken).